# Brezov
Brezov (ungarisch Nyírjes – bis 1907 Nyirjes, älter auch Laszcó) ist eine Gemeinde im Osten der Slowakei mit 333 Einwohnern (Stand 31. Dezember 2024). Sie gehört zum Okres Bardejov, einem Kreis des Prešovský kraj, und wird zur traditionellen Landschaft Šariš gezählt.

## Geographie

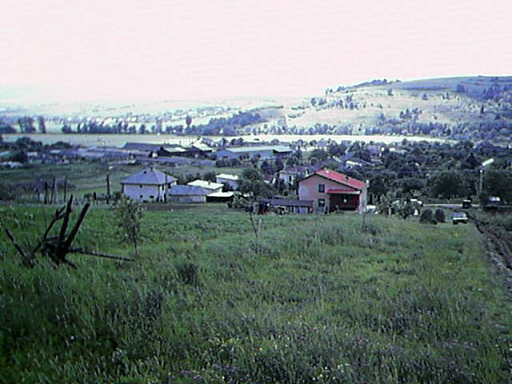
Brezov

Die Gemeinde befindet sich in den Niederen Beskiden, noch genauer im Bergland Ondavská vrchovina, im Tal der Topľa, wo sie den linksseitigen Bach Brezov aufnimmt. Das Ortszentrum liegt auf einer Höhe von 194 m n.m. und ist vier Kilometer von Giraltovce sowie 30 Kilometer von Bardejov entfernt (Straßenentfernung).
Nachbargemeinden sind Lascov im Nordwesten und Norden, Valkovce im Nordosten, Matovce im Osten, Giraltovce (Katastralgemeinden Stredná hora und Giraltovce) im Südosten und Süden und Kalnište im Südwesten und Westen. 

## Geschichte
Brezov entstand um die Wende vom 13. zum 14. Jahrhundert auf dem damaligen Gemeindegebiet von Marhaň und wurde zum ersten Mal 1335 als Gut des Geschlechts Aba aus Drienov als Nyresmezo schriftlich erwähnt, weitere historische Bezeichnungen sind unter anderen Brezowa (1567), Brezani (1786) und Brezov (1808). 1427 wurden 27 Porta verzeichnet. im 17. Jahrhundert wurde in Brezov Maut erhoben, der Ort hatte weit angelegte Gärten. Gutsbesitzer stammten unter anderem aus den folgenden Familien: Somosy, Széchy, Tárcsay, Ujfalussy und Tahy.
1787 hatte die Ortschaft 44 Häuser und 401 Einwohner, 1828 zählte man 53 Häuser und 406 Einwohner (darunter zahlreiche Untermieter), die als Landwirte beschäftigt waren und Nutzwerkzeuge aus Holz, Weiden und Stroh herstellten.
Bis 1918 gehörte der im Komitat Sáros liegende Ort zum Königreich Ungarn und kam danach zur Tschechoslowakei beziehungsweise heute Slowakei. Nach dem Zweiten Weltkrieg pendelte ein Teil der Einwohner zur Arbeit nach Giraltovce, Prešov, Svidník und Košice, die örtliche Einheitliche landwirtschaftliche Genossenschaft (Abk. JRD) wurde im Jahr 1959 gegründet.

## Bevölkerung
| Jahr                | 1994 | 2004    | 2014     | 2024     |
| ------------------- | ---- | ------- | -------- | -------- |
| Anzahl der Personen | 398  | 432     | 386      | 333      |
| Unterschied         |      | +8,54 % | −10,64 % | −13,73 % |

| Jahr                | 2023 | 2024    |
| ------------------- | ---- | ------- |
| Anzahl der Personen | 337  | 333     |
| Unterschied         |      | −1,18 % |

Nach der Volkszählung 2011 wohnten in Brezov 402 Einwohner, davon 399 Slowaken sowie jeweils ein Magyare und Ukrainer. Ein Einwohner machte keine Angabe zur Ethnie.
331 Einwohner bekannten sich zur römisch-katholischen Kirche, 36 Einwohner zur Evangelischen Kirche A. B., 20 Einwohner zur griechisch-katholischen Kirche und ein Einwohner zur reformierten Kirche. Ein Einwohner war konfessionslos und bei 13 Einwohnern wurde die Konfession nicht ermittelt.

## Baudenkmäler
- römisch-katholische Kreuzerhöhungskirche aus dem Jahr 1652, die ursprünglich im Renaissancestil gestaltete Kirche wurde später mehrmals umgebaut und besitzt heute ein klassizistisches Aussehen
- Kapelle aus dem Jahr 1898

## Verkehr
Durch Brezov führt die Cesta III. triedy 3533 („Straße 3. Ordnung“) zwischen Marhaň und Giraltovce (Anschluss an die Cesta I. triedy 21 („Straße 1. Ordnung“)).